# Vliegrace Parijs-Madrid

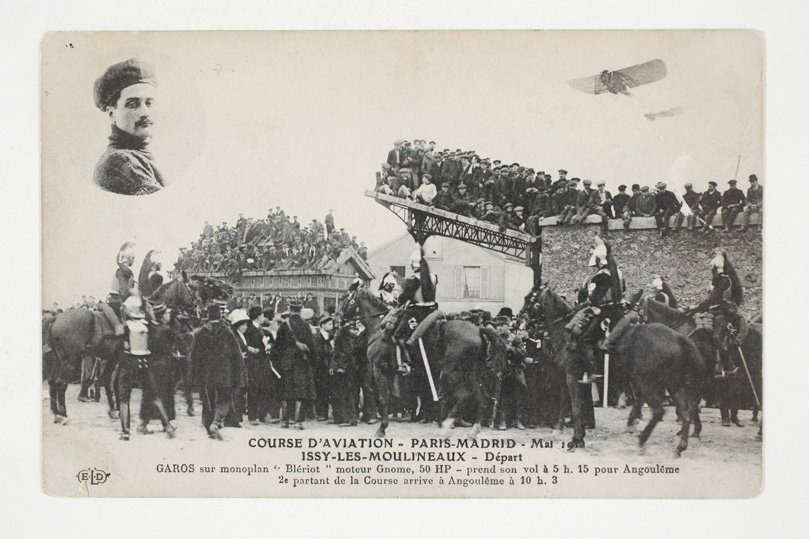
De start van Roland Garros in Issy-les-Moulineaux

De Vliegrace Parijs-Madrid was een lange-afstandswedstrijd voor vliegtuigen in mei 1911 die werd georganiseerd door de Franse krant Le Petit Parisien. In drie etappes moest van Issy-les-Moulineaux naar Getafe gevlogen worden. De winnaar was Jules Védrines. De start van de wedstrijd werd ontsierd door een crash waarbij een minister werd gedood en de premier van Frankrijk en verschillende hoogwaardigheidsbekleders gewond raakten.

## Eerste etappe
De start werd gegeven op zondag 21 mei op het vliegveld van Issy-les-Moulineaux bij Parijs. Er hadden zich 28 deelnemers ingescrhreven: twintig burgers en acht militairen. Het evenement lokte 300.000 toeschouwers, wat voor grote problemen zorgde omdat de toeschouwers voortdurend de startbaan betraden. De eerste deelnemer, André Beaumont (Jean Louis Conneau), startte om 5u10 in een Blériot-Gnome. Vervolgens steeg om de 5 minuten een vliegtuig op, te beginnen met de Blériot-Gnome van Roland Garros. Een eerste incident vond plaats om 6u20 bij de start van Jules Védrines. Hij moest onmiddellijk na de start een noodlanding maken met zijn Morgane waarbij hij het publiek maar net kon ontwijken. Omdat zijn toestel te zwaar beschadigd was, kon hij niet in hetzelfde toestel vertrekken.

### Dodelijke crash

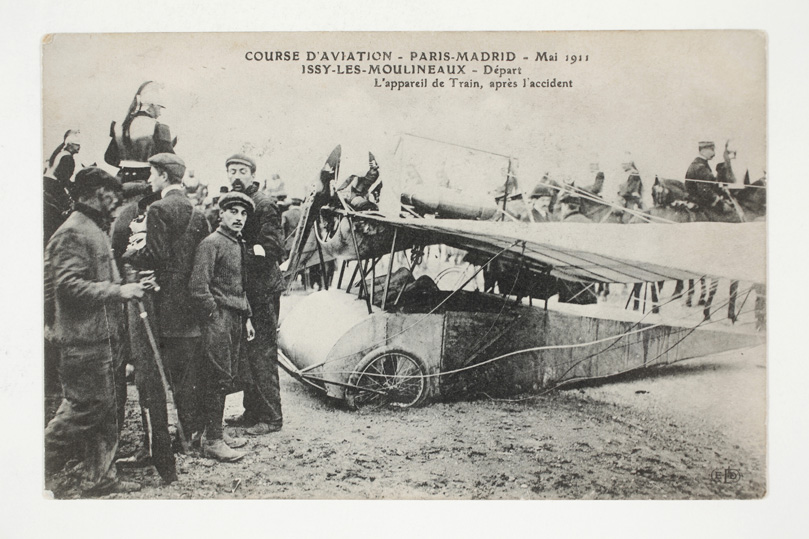
Het toestel van Train na de crash

Louis Émile Train startte om 6u30 in een zelfontworpen vliegtuig. Door problemen met zijn Gnome-motor moest hij terugkeren naar het vliegveld. Bij zijn noodlanding stak net een groep kurassiers te paard de landingsbaan over. Hij probeerde op te trekken maar crashte net voorbij de groep ruiters. Daar bevond zich een delegatie van de Franse regering. Minister van Oorlog Maurice Berteaux was op slag dood. Premier Ernest Monis, Henri Deutsch de la Meurthe van de Aéro-Club de France en andere hoogwaardigheidsbekleders raakten gewond. Er werd onmiddellijk een onderzoek gestart. Train werd vrijgesproken omdat werd vastgesteld dat de groep hoogwaardigheidsbekleders zich te ver op de baan had gewaagd.

### Herstart

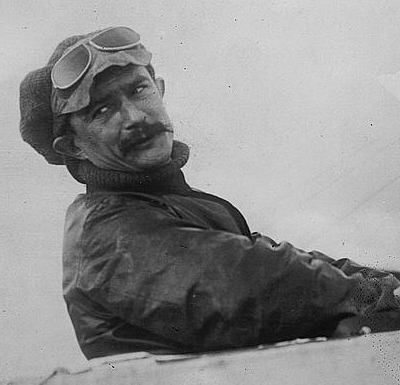
Jules Védrines

Na de crash werd de wedstrijd in Issy-les-Moulineaux stilgelegd. De volgende ochtend hernam de race om 4u11 en startten de laatste deelnemers, waaronder Jules Védrines in een andere Morgane. Van de deelnemers die de eerste dag waren gestart, slaagde enkel Roland Garros erin de eerste aankomstplaats Angoulême in een trek te bereiken. Hij deed 4 uur 52 minuten over de eerste etape. Ook Védrines bereikte op de tweede dag Angoulême in een trek, in een tijd van 3 uur 43 minuten, maar hierbij werden zijn gevlogen tijd van de eerste dag en een straftijd van 30 minuten bijgeteld. De andere deelnemers moesten een of meerdere tussenstops maken. Zo had de derde in de stand na de eerste etape, Eugène Gilbert, een tijd van 29 uur 24 minuten omdat hij na een tussenstop in Pontlevoy had moeten overnachten.

## Tweede etappe
Op dinsdag 23 mei begon de tweede etappe naar San Sebastían. Védrine moest als eerste starten om 5u maar hij wachtte twee uur tot de mist was opgetrokken. Gilbert en Garros startten wel, met tussenpozen van 5 minuten. Toch was Védrines de eerste die aankwam in San Sebastían na een vlucht van 3 uur 41 minuten. Garros kwam een half uur later aan nadat hij een tussenstop had moeten maken om te tanken en daardoor meer dan twee uur vertraging had opgelopen. Gilbert kwam meer dan zes uur later aan na een tussenlanding door motorpech.

## Derde etappe

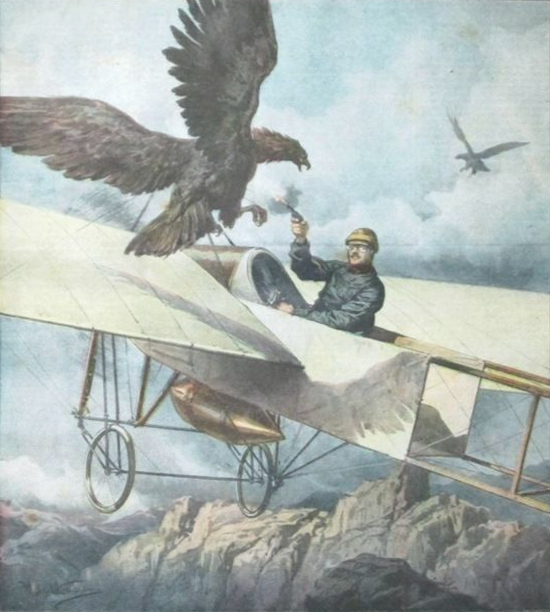
Gilbert aangevallen door een arend (Domenica del Corriere)

Na een rustdag werd de start voor de laatste etappe van 462 km gegeven op donderdag 25 mei. De voorziene start om 5u werd anderhalf uur verlaat door het slechte weer. De drie resterende deelnemers moesten tussenlandingen maken door mechanische problemen. Gilbert strandde in Olasagutia, Garros moest na twee noodlandingen terugkeren naar San Sebastían. Védrines raakte tot in Burgos, na een noodlanding en een noodherstelling in Quintanapalla. Om de nodige herstellingen te kunnen uitvoeren kregen alle deelnemers uitstel tot de volgende dag om opnieuw te starten.
Om 5u20 vertrok Védrines in Burgos. Hij werd aangevallen door een arend boven de Sierra de Guadarrama, maar slaagde er toch in om het vliegveld van Getafe bij Madrid te bereiken op 8u06. Daar werd hij onthaald door het bestuur van de Real Aero Club de España en door de gouverneur van Madrid. Zijn totaaltijd voor de laatste etappe was 27 uur 5 minuten. Ook Gilbert werd onderweg aangevallen door een arend. Gilbert noch Garros slaagden erin Madrid te bereiken.

## Winnaar
Jules Védrines was de winnaar van de vliegrace Parijs-Madrid over 1197 km in een tijd van 37 uur 26 minuten en 12 seconden. Hij vloog in een eendekker van Morgane, uitgerust met een Gnome-motor met 7 cilinders. Hij ontving van de organisatie een geldprijs van 100.000 franc. Hij werd op het koninklijk paleis ontvangen door koning Alfonso XIII van Spanje en kreeg daar een koninklijke onderscheiding (Grootkruis in de Orde van Alfons XII).

## In fictie
Het stripalbum Parijs-Madrid (2013) in de stripreeks De blauwe verten (Luc Brahy, Frank Giroud) vertelt een fictief verhaal tegen de historische achtergrond van de Vliegrace Parijs-Madrid.